# Occhi blu
Pour plus de détails, voir Fiche technique et Distribution.
Occhi blu est un film policier italien réalisé par Michela Cescon et sorti en 2021. 

## Synopsis
La police est à la recherche d'un voleur qui a commis 33 vols en trois mois. Le commissaire demande de l'aide à un collègue, connu sous le nom du « Français ».

## Fiche technique
- Titre italien original : Occhi blu[1]
- Réalisateur : Michela Cescon
- Scénario : Michela Cescon, Marco Lodoli, Heidrun Schleef (de)
- Photographie : Matteo Cocco
- Montage : Sara Petracca
- Musique : Andrea Farri (it)
- Production : Viola Calia, Carlo Degli Esposti, Giacomo Maraghini Garrone, Edoardo Moracci, Nicola Serra
- Société de production : tempête avec Rai Cinema en coproduction avec Palomar et Tu Vas Voir avec le soutien de Regione Lazio - Fondo Regionale per il Cinema e l'Audiovisivo et DG Cinema
- Pays de production :  Italie
- Langues originales : italien
- Format : couleur par Eastmancolor - 2,39:1
- Durée : 86 minutes
- Genre : Film policier
- Dates de sortie :
  - Italie : 29 juin 2021 (Festival du film de Taormine) ; 8 juillet 2021 (sortie nationale)

## Distribution
- Valeria Golino : Valeria
- Ivano De Matteo : Murena
- Jean-Hugues Anglade : Le Français
- Matteo Olivetti : Marco